# Жаку (Румунія)
Жаку (рум. Jacu) — село у повіті Муреш в Румунії. Входить до складу комуни Албешть.
Село розташоване на відстані 232 км на північний захід від Бухареста, 31 км на південний схід від Тиргу-Муреша, 105 км на південний схід від Клуж-Напоки, 96 км на північний захід від Брашова.

## Населення
За даними перепису населення 2002 року у селі проживали 15 осіб, з них 13 осіб (86,7%) румунів. Рідною мовою 13 осіб (86,7%) назвали румунську.